# Corallovexia kristenseni
Corallovexia kristenseni is een eenoogkreeftjessoort uit de familie van de Corallovexiidae. De wetenschappelijke naam van de soort is voor het eerst geldig gepubliceerd in 1975 door Stock.